# Kaijansaari (ö i Södra Savolax, S:t Michel, lat 61,60, long 26,89)
Kaijansaari är en ö i Finland. Den ligger i sjön Ryökäsvesi och Liekune och i kommunen Hirvensalmi i den ekonomiska regionen  S:t Michel och landskapet Södra Savolax, i den södra delen av landet, 190 km nordost om huvudstaden Helsingfors. Öns area är 0,5 hektar och dess största längd är 220 meter i öst-västlig riktning.